# Euphyia gracilaria
Euphyia gracilaria är en fjärilsart som beskrevs av Bang-haas 1906. Euphyia gracilaria ingår i släktet Euphyia och familjen mätare. Inga underarter finns listade i Catalogue of Life.